# Debbie Meyer
Pour les articles homonymes, voir Meyer.
Deborah ("Debbie") Elizabeth Meyer, née le 14 août 1952 à Annapolis dans le  Maryland, est une ancienne nageuse américaine spécialiste des épreuves en nage libre (du 200 au 800 m nage libre). À 16 ans, elle remporte trois médailles d'or à l'occasion des Jeux olympiques de 1968 organisés à Mexico devenant la première nageuse à gagner trois couronnes individuelles au cours des mêmes Jeux.

## Biographie
En 1967, alors qu'elle n'a pas encore 15 ans, elle bat son premier record du monde en établissant une nouvelle marque sur 800 m nage libre. Lors des Jeux panaméricains organisés la même année à Winnipeg, elle remporte deux médailles d'or en battant le record du monde dans ces deux épreuves (400 et 800 m nage libre). En 1968, elle se présente en favorite légitime pour les épreuves en nage libre aux Jeux olympiques de 1968 d'autant plus qu'elle vient de battre une nouvelle fois ses propres records lors des sélections olympiques américaines (en s'appropriant notamment le record du monde du 200 m nage libre). Ne décevant pas, elle s'impose d'une courte avance sur 200 m puis avec une marge confortable sur 400 et 800 m nage libre. Avec ces trois couronnes olympiques, elle devient la première nageuse à réaliser un pareil triplé à titre individuel lors des mêmes Jeux.
Debbie Meyer demeure encore performante en 1969, puisqu'elle réalise le meilleur temps mondial sur les distances du 400 m nage libre, soit 4 min 28 s 4, du 800 m nage libre, soit 9 min 10 s 7, et le 400 m 4 nages, soit 5 min  8 s 1.
En 1977, elle est honorée par l'International Swimming Hall of Fame qui la nomme au panthéon de la natation mondiale. Grâce à ses records et ses trois couronnes olympiques, elle intègre le Olympic Hall of Fame américain et est nommée sportive de l'année en 1969 par l'agence Associated Press.
Elle met un terme à sa carrière sportive de haut-niveau alors qu'elle n'a que 18 ans. Reconvertie depuis dans le monde de la natation, Debbie Meyer a ouvert une école de natation qui porte son nom au début des années 1990.

## Palmarès

### Jeux olympiques
- Jeux olympiques de 1968 à Mexico (Mexique) :
  -  Médaille d'or sur 200 m nage libre (2 min 10 s 5).
  -  Médaille d'or sur 400 m nage libre (4 min 31 s 8).
  -  Médaille d'or sur 800 m nage libre (9 min 24 s 0).

### Jeux panaméricains
- Jeux panaméricains 1967 à Winnipeg (Canada) :
  -  Médaille d'or sur 400 mètres nage libre.
  -  Médaille d'or sur 800 mètres nage libre.

## Records
- 1 record du monde sur 200 m nage libre en grand bassin :
  - 2 min 06 s 7 : temps réalisé le 24 août 1968 à Los Angeles.
- 5 record du monde sur 400 m nage libre en grand bassin :
  - 4 min 32 s 6 : temps réalisé le 27 juillet 1967 à Winnipeg.
  - 4 min 29 s 0 : temps réalisé le 27 juillet 1967 à Philadelphie.
  - 4 min 26 s 7 : temps réalisé le 1er août 1968 à Lincoln.
  - 4 min 24 s 5 : temps réalisé le 25 août 1968 à Los Angeles.
  - 4 min 24 s 3 : temps réalisé le 20 août 1970 à Los Angeles.
- 5 record du monde sur 800 m nage libre en grand bassin :
  - 9 min 35 s 8 : temps réalisé le 9 juillet 1967 à Santa Clara.
  - 9 min 22 s 9 : temps réalisé le 29 juillet 1967 à Winnipeg.
  - 9 min 19 s 0 : temps réalisé le 21 juillet 1968 à Los Angeles.
  - 9 min 17 s 8 : temps réalisé le 4 août 1968 à Lincoln.
  - 9 min 10 s 4 : temps réalisé le 28 août 1968 à Los Angeles.